# Манявський скит
Скит Манявський (Український Афон, Хресто-Воздвиженський чоловічий монастир) — православний монастир, заснований Йовом Княгиницьким та Іваном Вишенським у 1606 р. біля села Манява (Івано-Франківський район, Івано-Франківська область), пам'ятка архітектури початку XVII ст.
Манявський скит являє собою аскетичний чоловічий монастир східного обряду, визначний осередок духовності, культури і мистецтва України. Колись Скит налічував близько 200 ченців і десятки підпорядкованих монастирів у Галичині, Буковині та Молдові. Був одним із осередків культурного життя в Галичині. Мав велику бібліотеку, славився головним іконостасом, виконаним українським живописцем Йовом Кондзелевичем. Пізніше, після закриття монастиря в 1785 р., іконостас знаходився в церкві смт Богородчани, з 1924 р. іконостас перебуває у Національному музеї у Львові ім. Андрія Шептицького.
Споруди храмів, келій, господарських приміщень виконані з каменю і є класичним зразком церковної архітектури XVII–XVIII ст. На території Скиту збереглись: монастирська вежа-скарбниця, церква св. Бориса і Гліба, підземна церква архистратига Михаїла. У Манявському Хресто-Воздвиженському монастирі зберігається чудотворна ікона Божої Матері «Ізбавительниця», написана 1788 року на горі Афон та передана 2003 року до Манявської обителі архимандритом Філагрієм (Камінським).
В радянські часи церква охоронялась як пам'ятка архітектури Української РСР (№ 239).
У 1980 році було відкрито історико-архітектурний музей. 28 травня 1998 року було відкрито Манявський Хресто-Воздвиженський чоловічий монастир.

## Історія

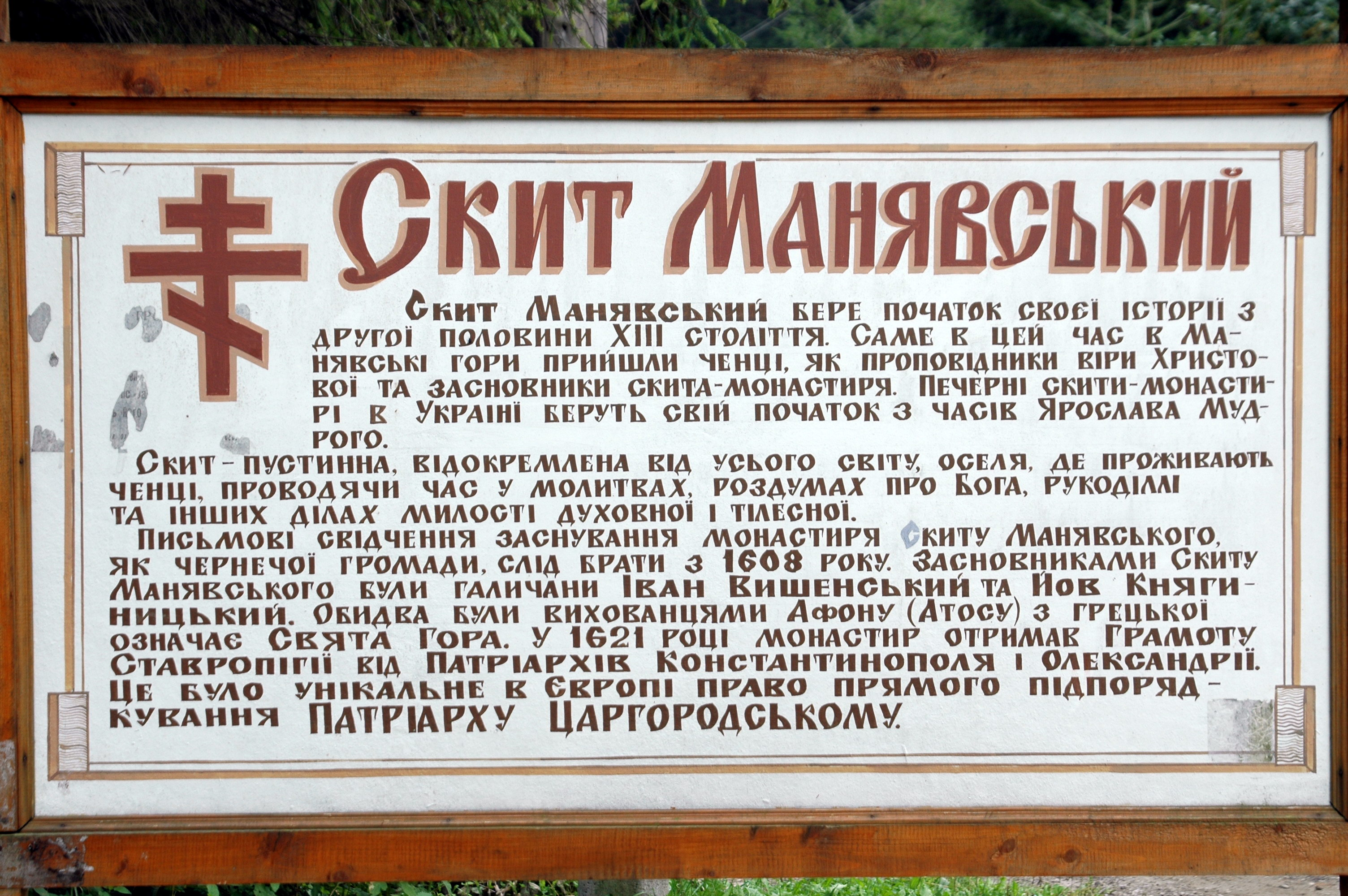
Інформаційна табличка

Святе місце з цілющою, за повір'ями, джерельною водою знаходиться у мальовничому карпатському міжгір'ї з оздоровчим мікрокліматом, первісною дикою природою.

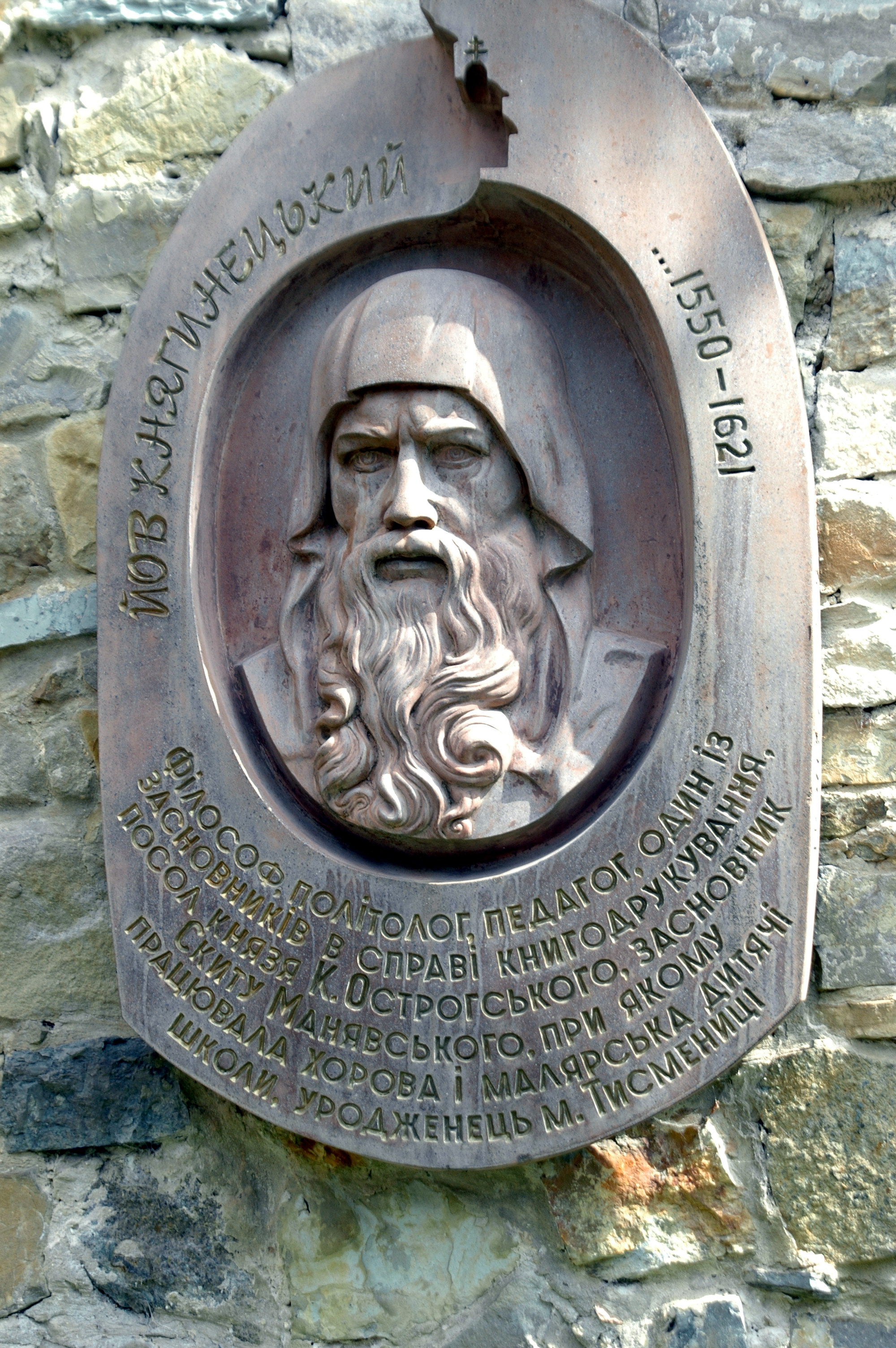
Пам'ятна таблиця, присвячена засновникові Скиту Манявського Йову Княгиницькому

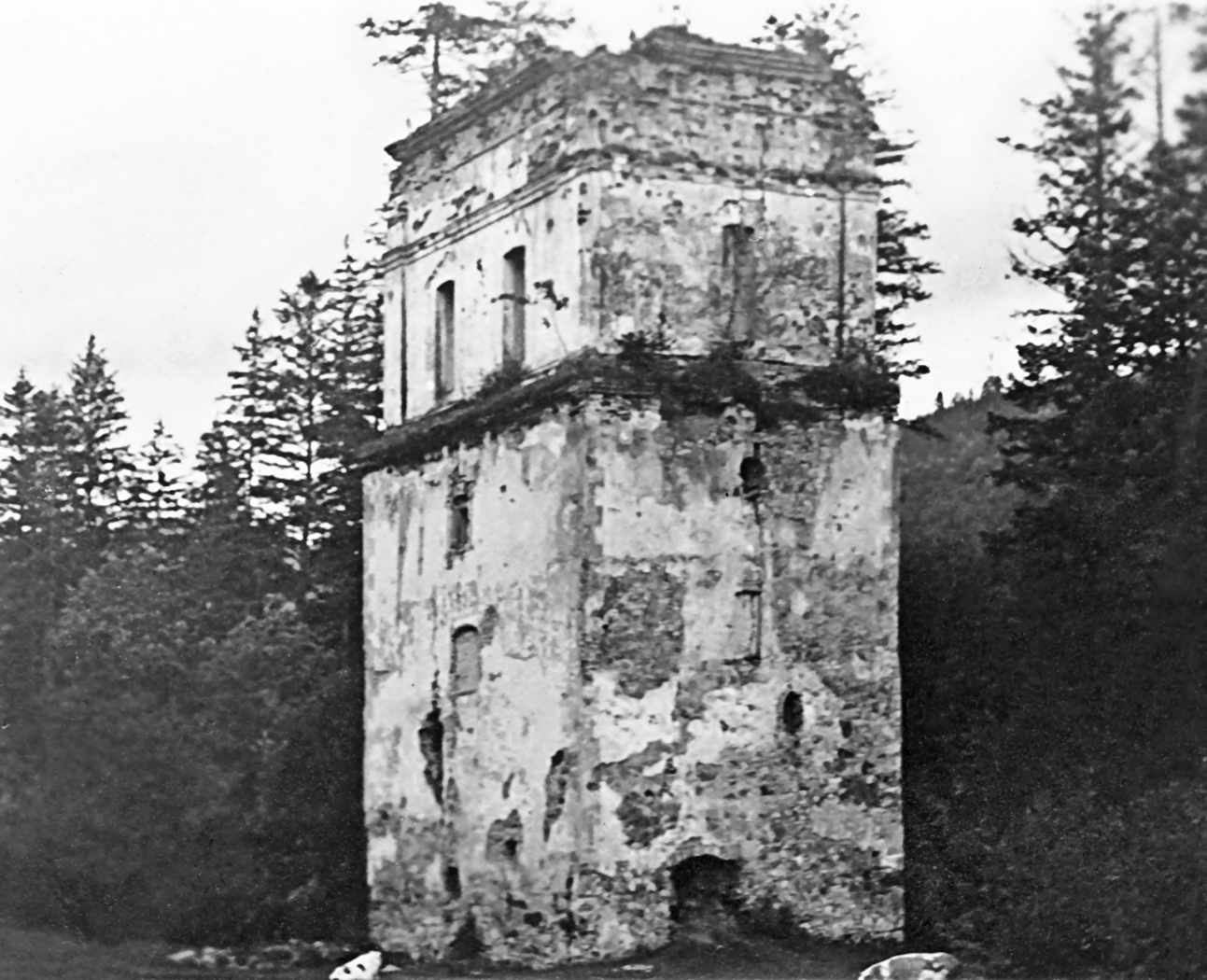
Дзвіниця Манявського скиту. 1936 рік

Засновником та першим ігуменом (настоятелем) монастиря був Йов (Іван) Княгиницький (1550—1621), родом з м. Тисмениці — один з плеяди видатних представників церкви, котрі активно займалися богослужбовою і культурно-просвітницькою діяльністю. Разом з Іваном Вишенським та Захарією Копистенським у 1606 році створено чернечу общину (громаду). Роки заснування Скиту Манявського — 1606–1785.
У 1620 р., пізніше в 1748 році Скит отримав ставропігію від Константинопольського патріарха — це означало, що монастир не підлягав ні Львівському єпископу, ні Київському митрополитові, а був підлеглим безпосередньо Константинополю.
З 1621 р. монастир був обнесений кам'яним муром з трьома оборонними вежами, за якими ховалися жителі навколишніх сіл під час нападів турків і татар.
У 1628 році на Київському соборі удостоєний звання прота — головуючого монастирів воєводств Руського (Галицького), Белзького і Кам'янець-Подільського. Скитові підпорядковувалось тоді 556 інших монастирів.
У 1785 р. був закритий австрійським урядом в рамках релігійної реформи імператора Йосифа II.
Скит — духовний трибунал на вибір митрополитів на Львівську кафедру та видання богослужбових книжок (приклади з Йосипом Тисовським та Кирилом Ставровецьким)
Окрім православних молдавських покровителів, благодійниками і причетниками, а то й ченцями Скиту були Касіян Сакович, Кирило Ставровецький, Йов Залізо (Почаївський), Василь Туркул та ін. Монастирський цвинтар (великий площею і досліджений ленінградськими вченими на початку 80-х років) став місцем вічного спочинку для тисяч віруючих християн різних конфесій та ченців Скиту.
На думку вчених, саме у Манявському скиті поховано гетьмана Івана Виговського, оскільки він особисто просив про це за життя, і навіть убивця Маковський погодився «відіслати тіло в маєток у Руду» і як «русина по-руськи поховати». Тут, у Галичині, в Руді або в Скиті, біля чоловіка Івана Виговського, ймовірно, похована і його дружина Олена Статкевичівна. В 30-х роках робилися спроби розшукати могилу гетьмана, але останків не виявлено.
Як оригінальний експонат у Скиті залишилась надгробна плита, під якою були захоронені перші два ігумени: Йов Княгиницький та Феодосій. Крім того, в музеї зберігаються 6 давніх ікон і 5 копій з ікон Богородчанського іконостасу, хоругви, ризи, декілька хрестів, зразків рельєфної різьби та виробів з металу культового призначення.

## Архітектура

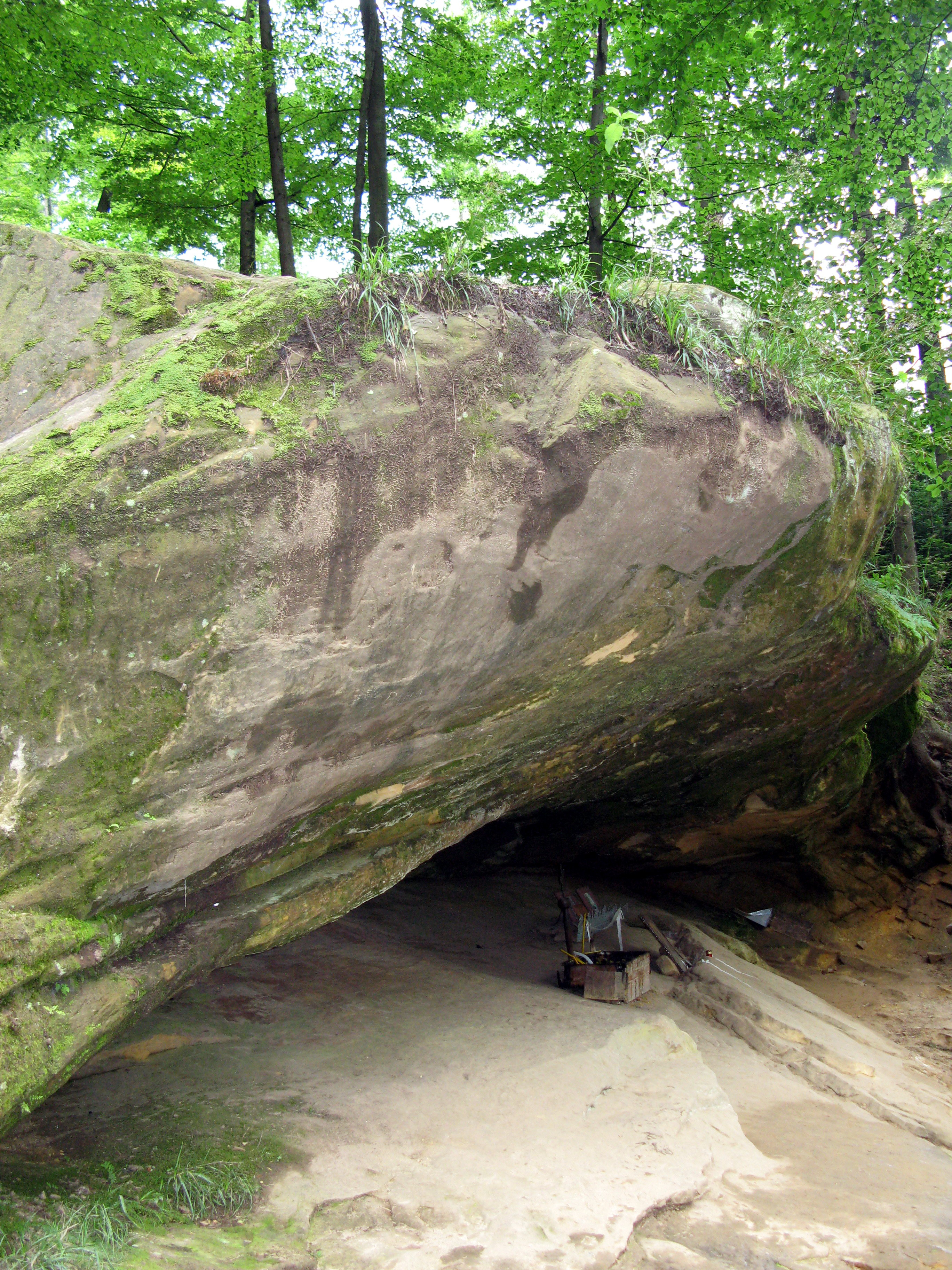
Блаженний камінь

Архітектурний монастирський комплекс будівель становить ансамбль кам'яних і дерев'яних споруд, обгороджених високою кам'яною стіною з вежами й бійницями — вдалий синтез гірського рельєфу і фортифікаційних забудов. Між схилами гір, покритих смерековим лісом, з трьох сторін омивається водами (потік Батерс) (Скитець) правої притоки річки Манявки. Колись це було місце для молитви, очищення, сповіді і причастя, а рівночасно надійне сховище в часи нападів кримських татар і турецьких агресорів. Майдан монастиря має підземні склепінчасті пивниці з потаємними виходами в гори, сполучними переходами між будівлями.

## Блаженний камінь
Блаженний камінь — це місце молитви й очищення від скверни, це перше житло — скит, де поселилися «перші апостоли карпатського Підгір'я» (І. Франко. Твори в 20 томах. — К., 1951, т. IV, с. 36), за І. Вагилевичем у 1281 році. Кажуть, що цілюще джерело Блаженного каменя має такі ж властивості, як і води Лурду.
Блаженний камінь знаходиться майже на кілометровій відстані від мосту на р. Манявці, по лісовій дорозі, поряд зі Скитом, монастирським озером (1617 рік), далі гірською долиною на південний схід до критого дерев'яного місточка, на піддашші якого був напис: «До Блаженного каменя — 300 метрів».
Камінь — нагадує велетенський ґорґан, ніби пащу застиглого динозавра або нішу (заглиблення 10×3 м), тобто типове давнє житло ченців, скит. З цього каменя віками витікала вода.

## Святі

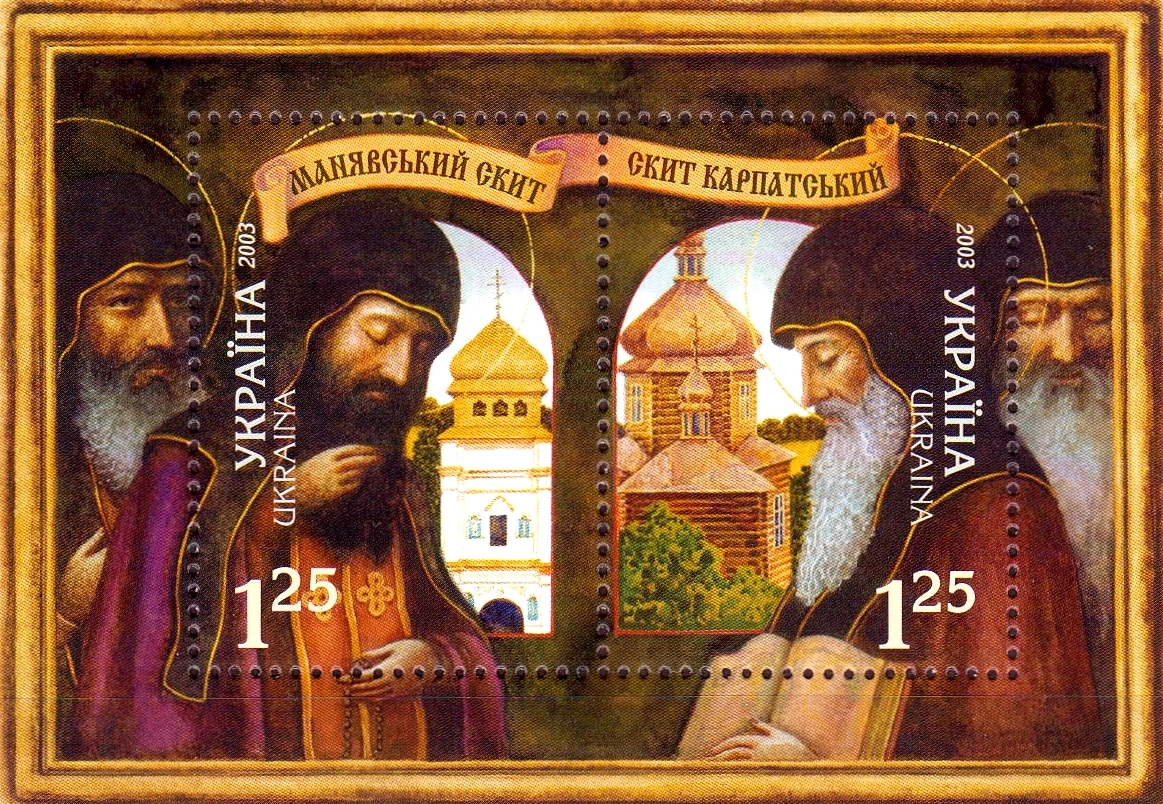
Поштовий блок «Манявський скит» (Преподобні Іов і Феодосій Манявські), Укрпошта, 2003

Прп. Йов Княгиницький († 29.12.1621) і прп. Феодосій, ігум. Манявський († 24.09.1629) канонізовані рішенням Священного Синоду Православної церкви України, день пам'яті — 7 липня. Також  є 23 преподобномученики Манявські, місцевошановані святі Івано-Франківсько-Галицької єпархії ПЦУ, день пам'яті — 19 вересня.

## Сучасний стан
28 травня 1998 року було відкрито Манявський Хресто-Воздвиженський чоловічий монастир Івано-Франківської єпархії УПЦ КП.
9 листопада 2013 року Високопреосвященний Іоасаф — митрополит Івано-Франківський і Галицький — звершив чин освячення новозбудованого Спасо-Преображенського храму скиту, після чого очолив у ньому відправу першої Божественної літургії.
18 лютого 2019 року до обителі привезли Томос про автокефалію ПЦУ. Відбувся подячний молебень за участі настоятеля монастиря митрополита Іоасафа, предстоятеля ПЦУ — блж. Епіфанія та президента України Петра Порошенка.
26 вересня Блаженнійший Митрополит Епіфаній освятив монастирський храм на честь Святого Духа.

## Світлини монастиря

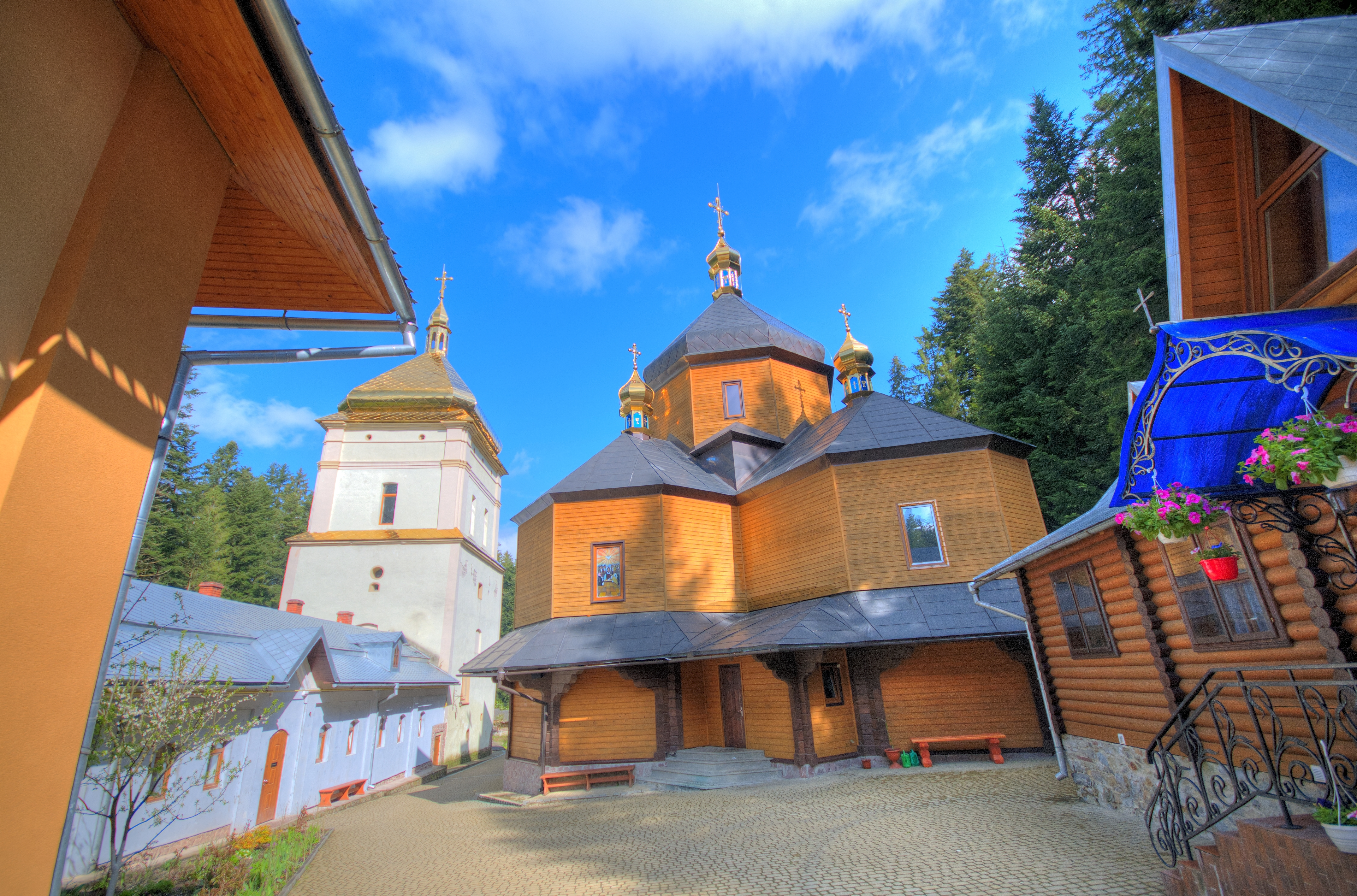
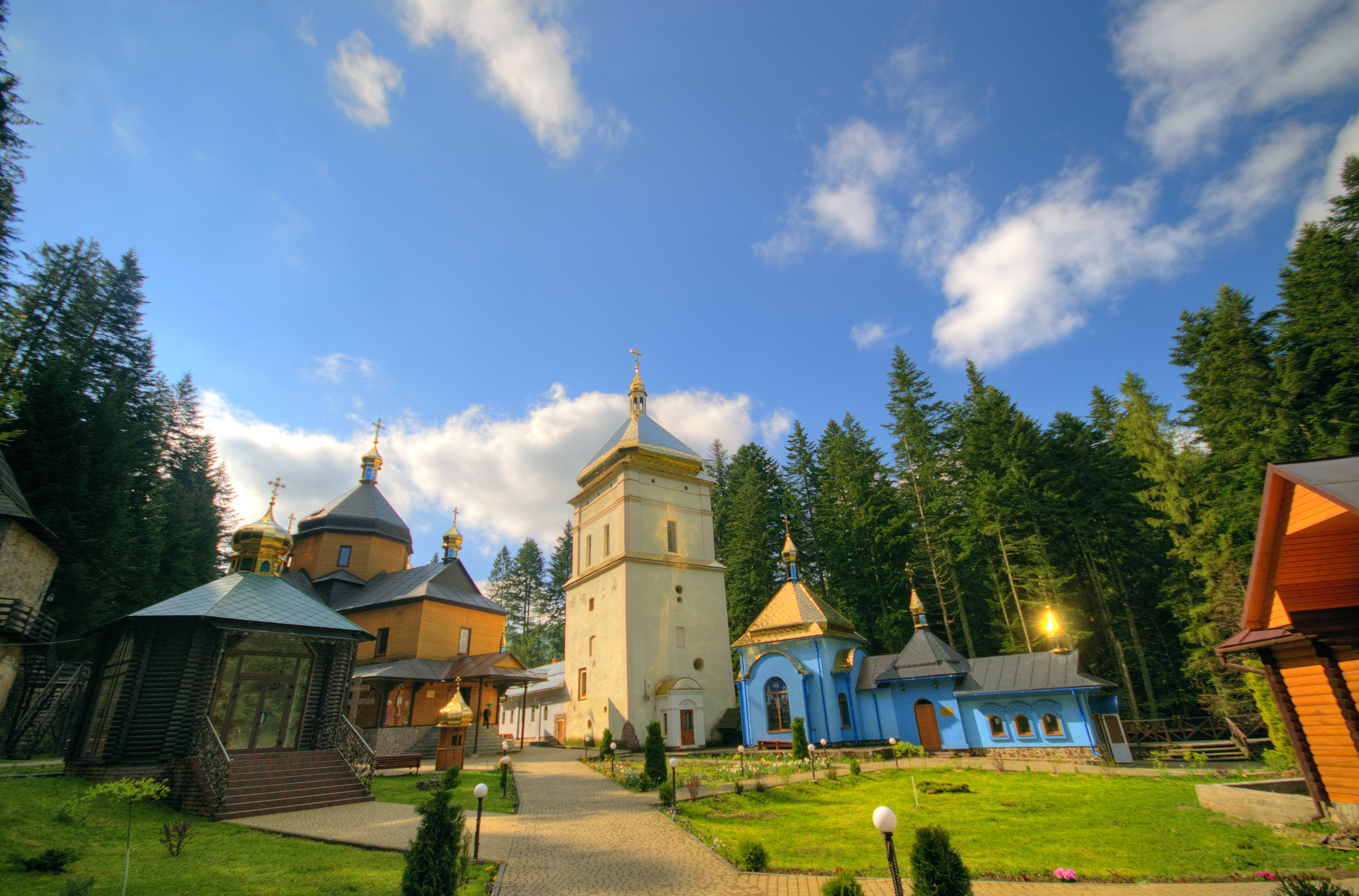
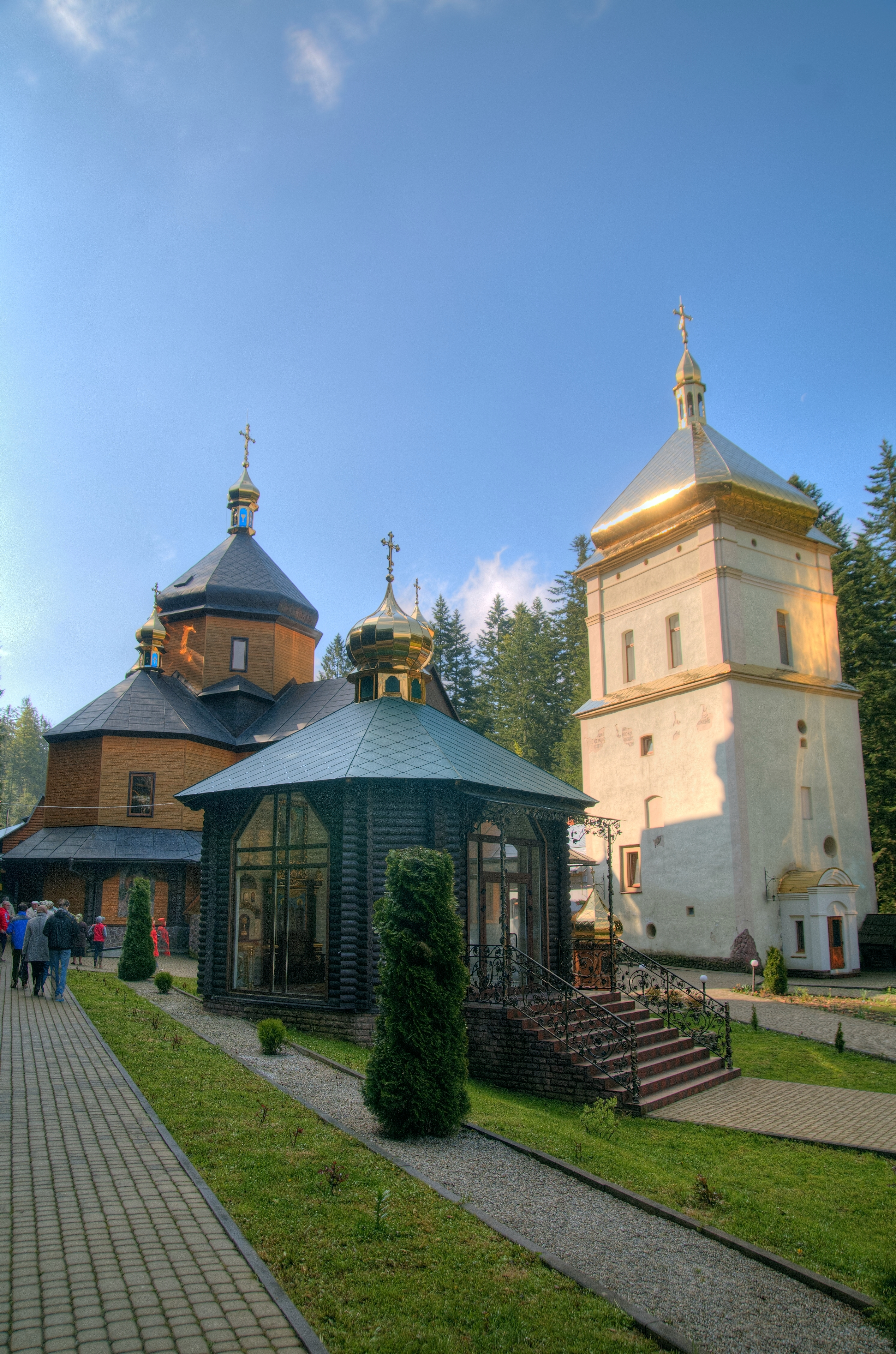
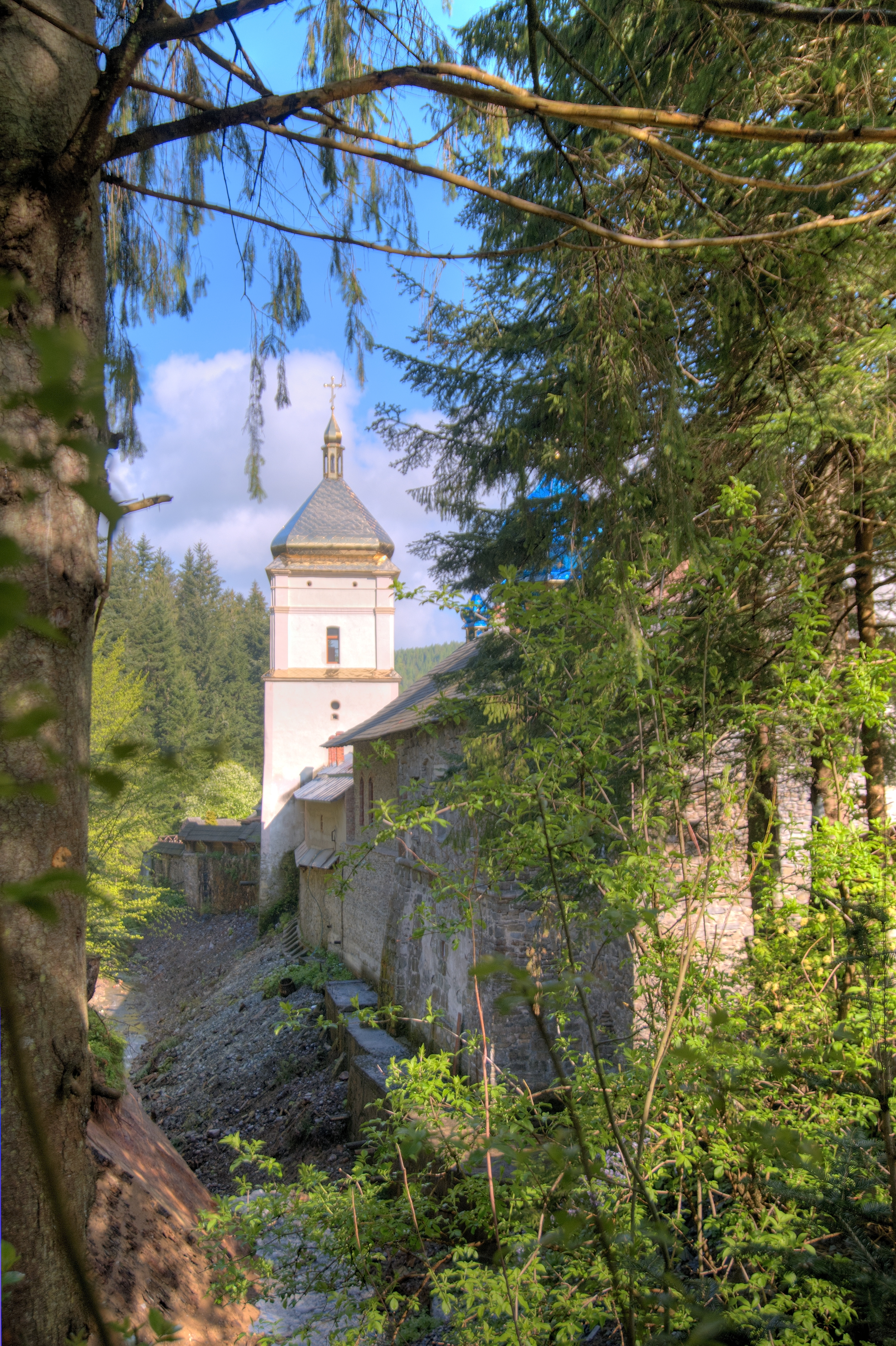
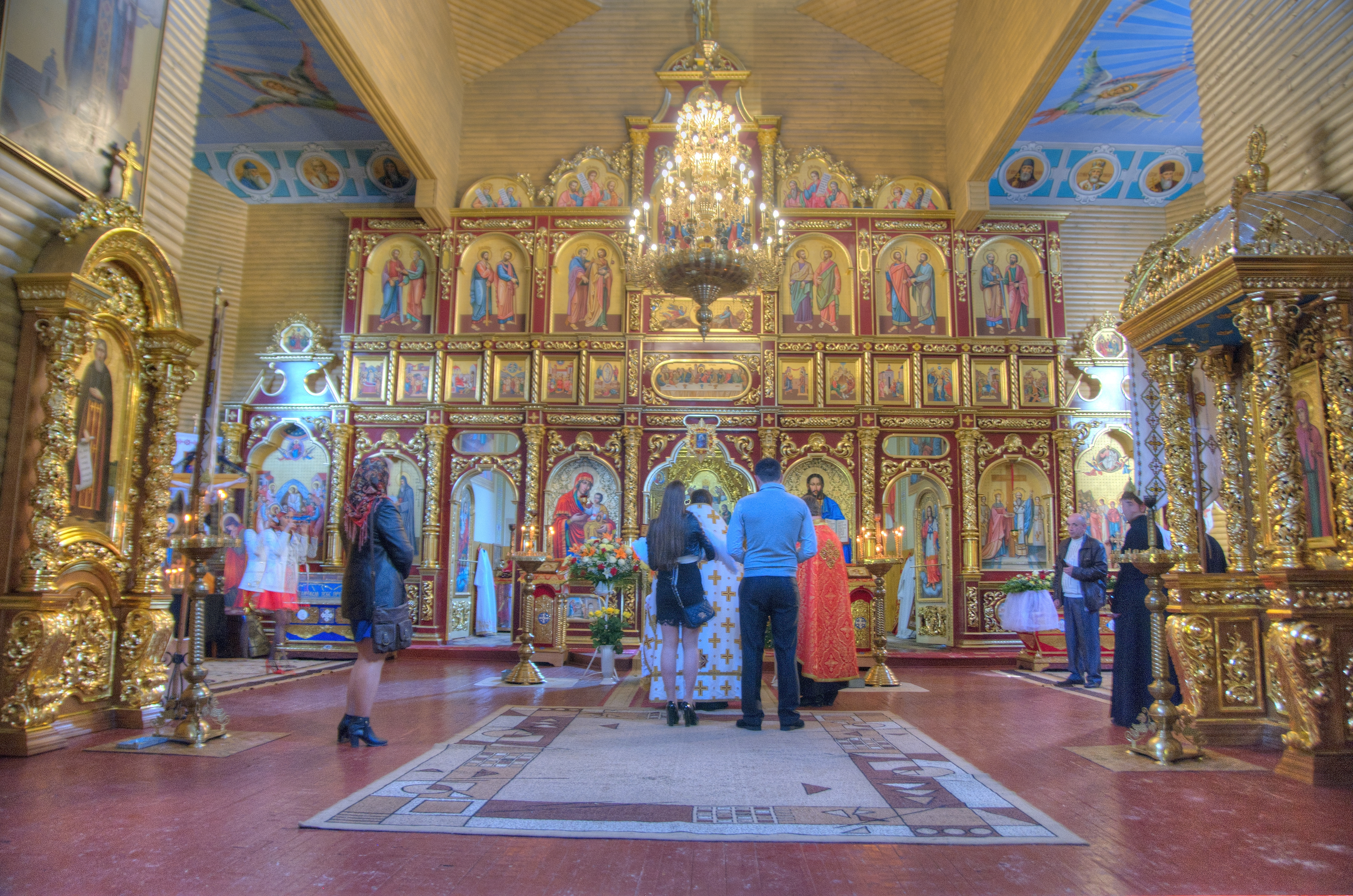
інтер'єр Хрестовоздвиженського собору
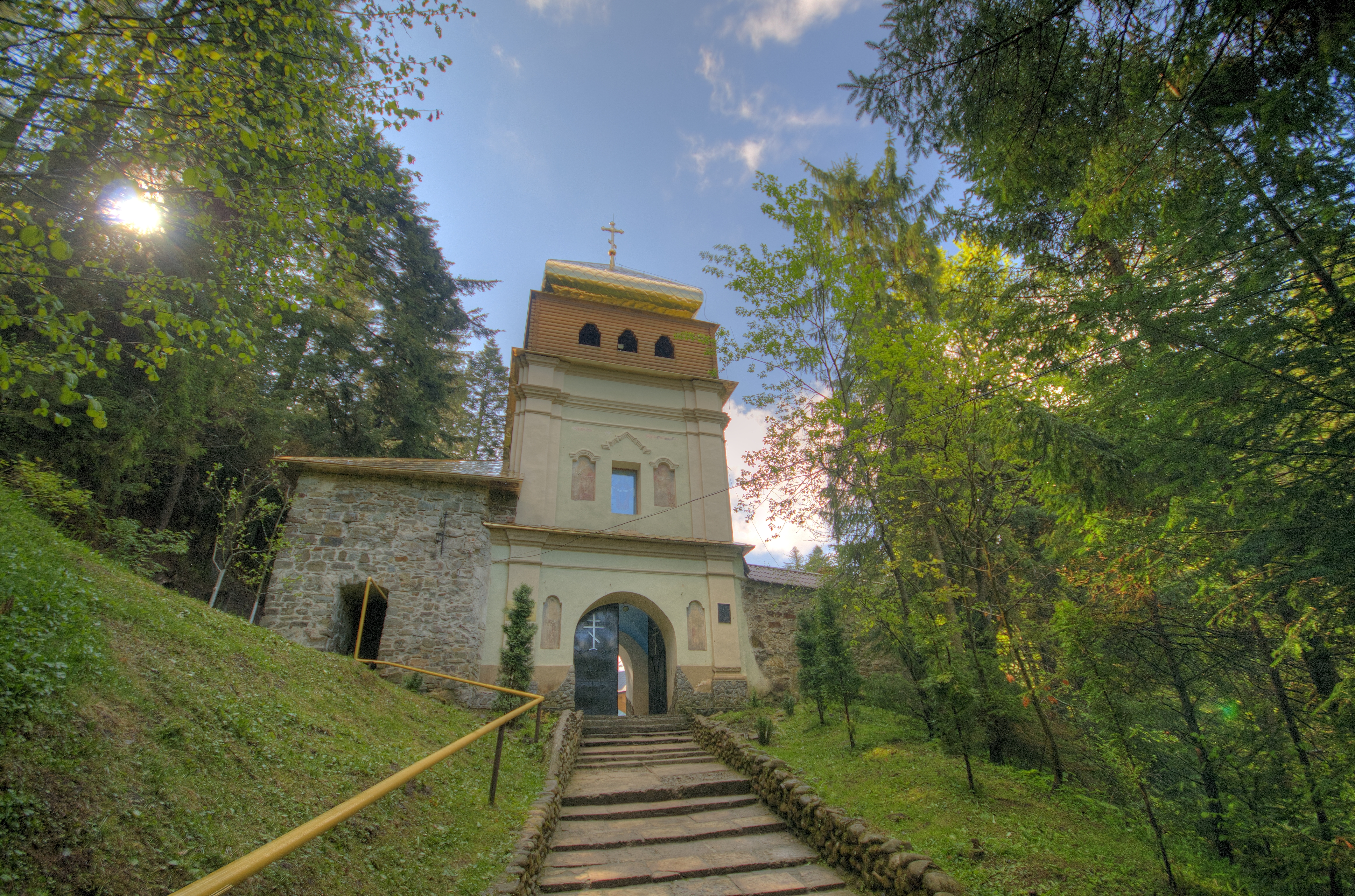
Дзвіниця Манявського скиту
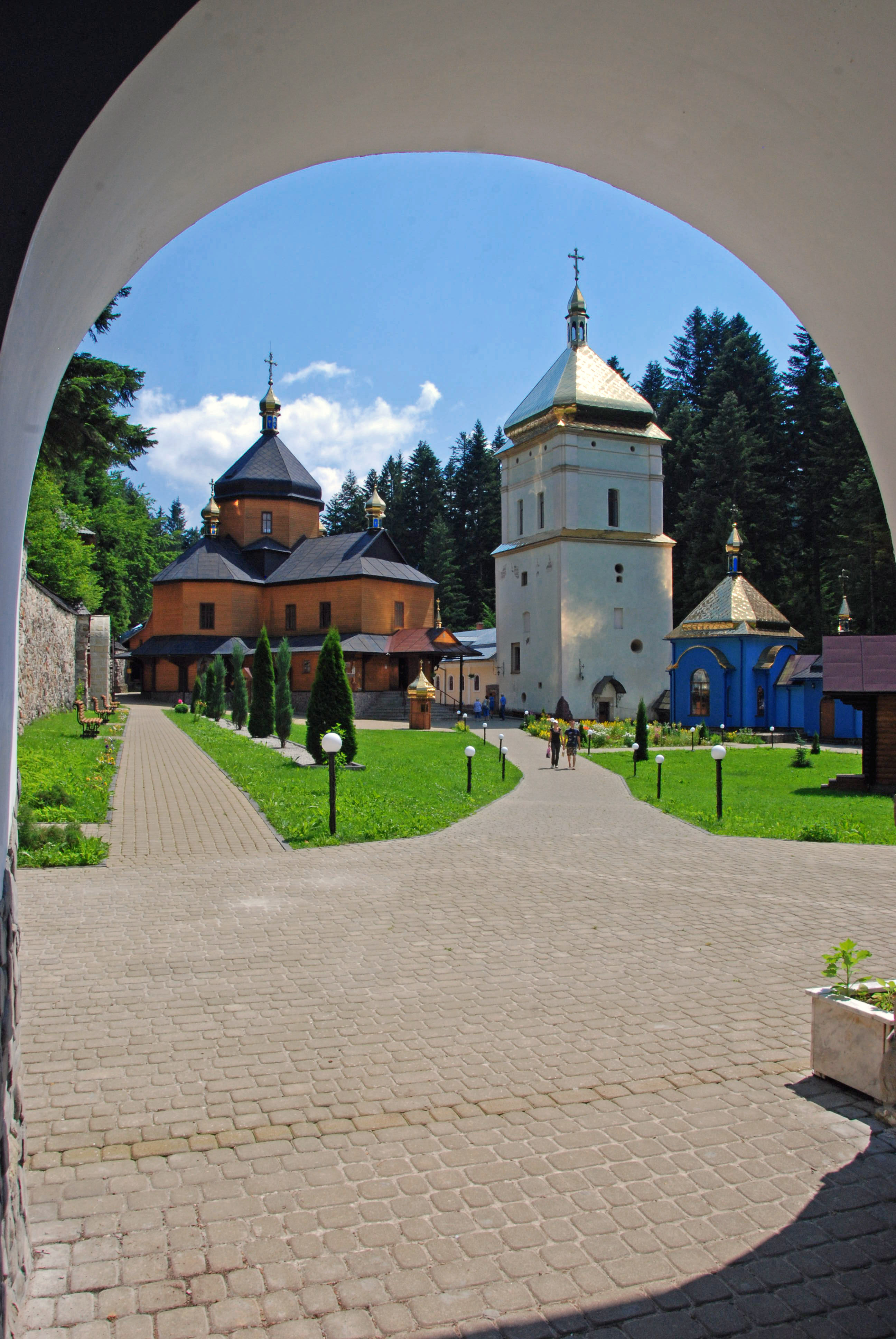
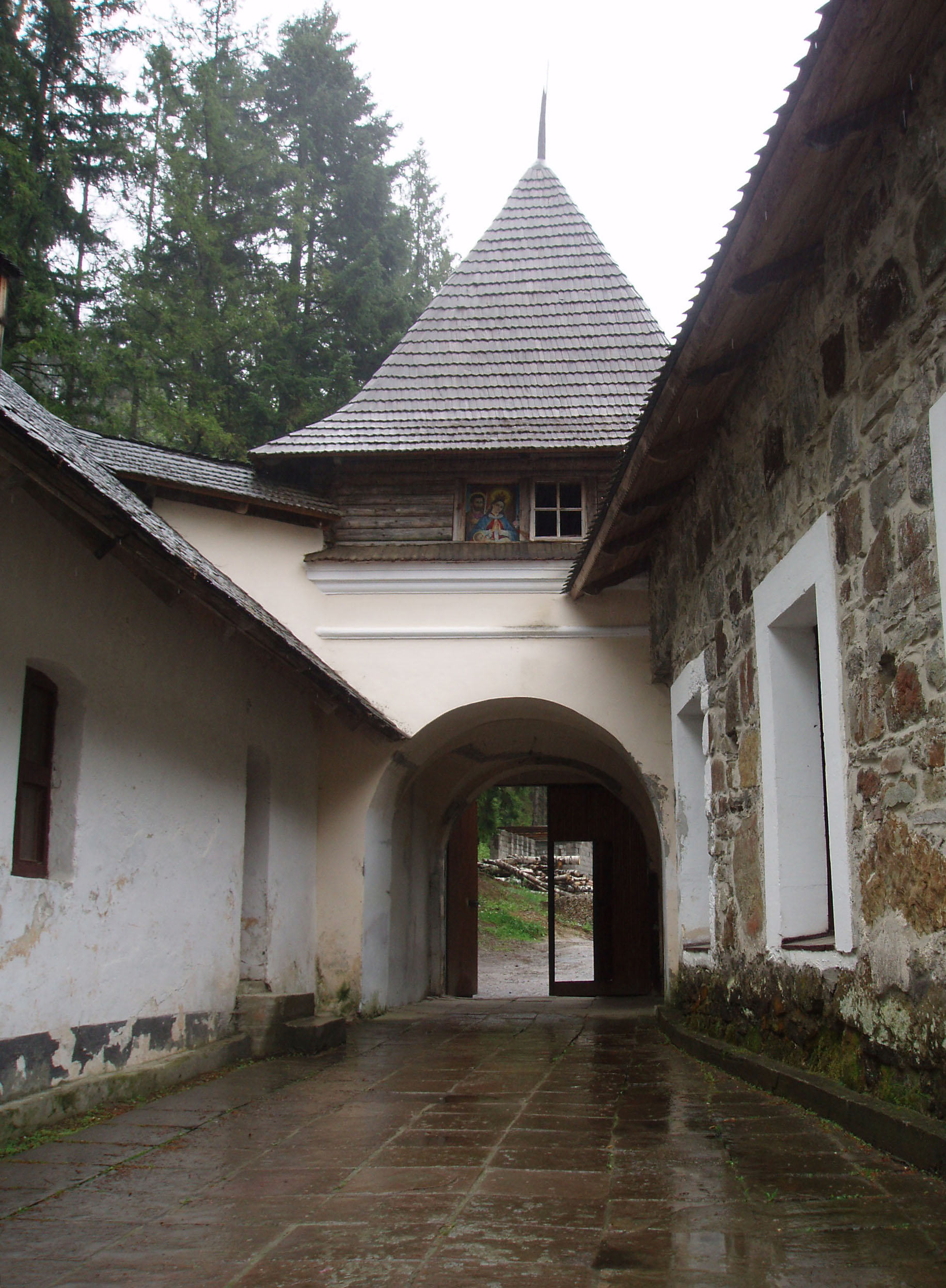
Надбрамна вежа біля південно-східного виходу з монастиря
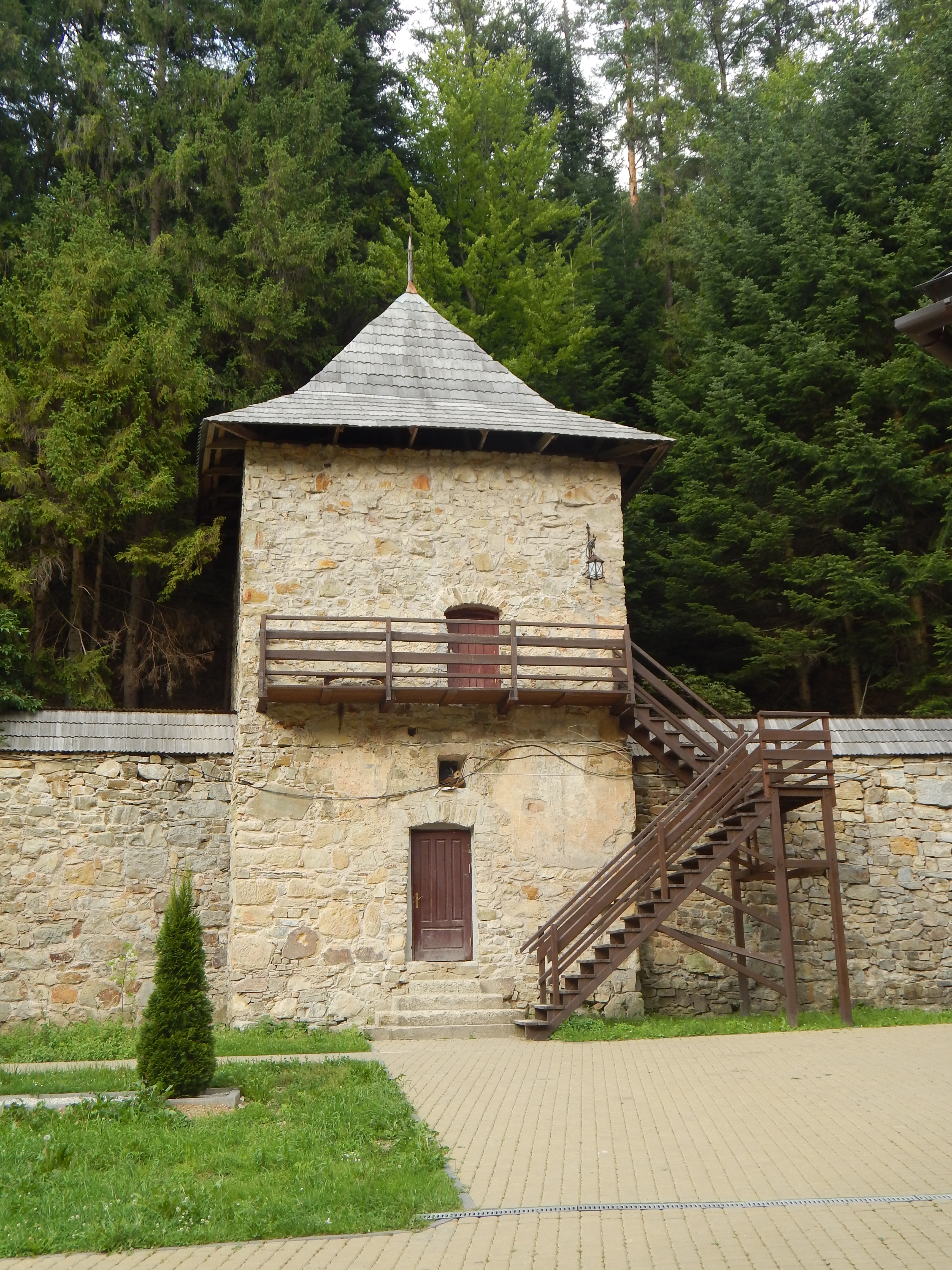
Вежа